# سینسیناتی ۱۳۷۳
سیارک ۱۳۷۳ (به انگلیسی: 1373 Cincinnati، نامگذاری:1935QN) هزار و سیصد و هفتاد و سومین سیارک کشف شده‌است که در ۳۰ اوت ۱۹۳۵ کشف شد.
قدر مطلق سیارک برابر ۱۱٫۲۰ است.